# Jazzhead
Jazzhead is een Australisch platenlabel voor jazz uit Australië en werd midden jaren negentig opgericht. Artiesten die op het label uitkwamen zijn onder meer Jamie Oehlers, Way Out West, Joe Chindamo, Kristin Berardi, Julien Wilson, Barney McAll, Ben Winkelman, Andrea Keller en Allan Browne. Het label heeft ruim tachtig albums uitgebracht (2011).